# Emiliano Zapata, Santa María Jacatepec
Emiliano Zapata är en ort i Mexiko.   Den ligger i kommunen Santa María Jacatepec och delstaten Oaxaca, i den sydöstra delen av landet, 400 km sydost om huvudstaden Mexico City. Emiliano Zapata ligger 46 meter över havet och antalet invånare är 250.
Terrängen runt Emiliano Zapata är huvudsakligen kuperad, men söderut är den bergig. Emiliano Zapata ligger nere i en dal. Runt Emiliano Zapata är det ganska glesbefolkat, med 29 invånare per kvadratkilometer. Närmaste större samhälle är San José Chiltepec, 6,7 km norr om Emiliano Zapata. I omgivningarna runt Emiliano Zapata växer i huvudsak städsegrön lövskog.